# Masakra na Polu Marsowym

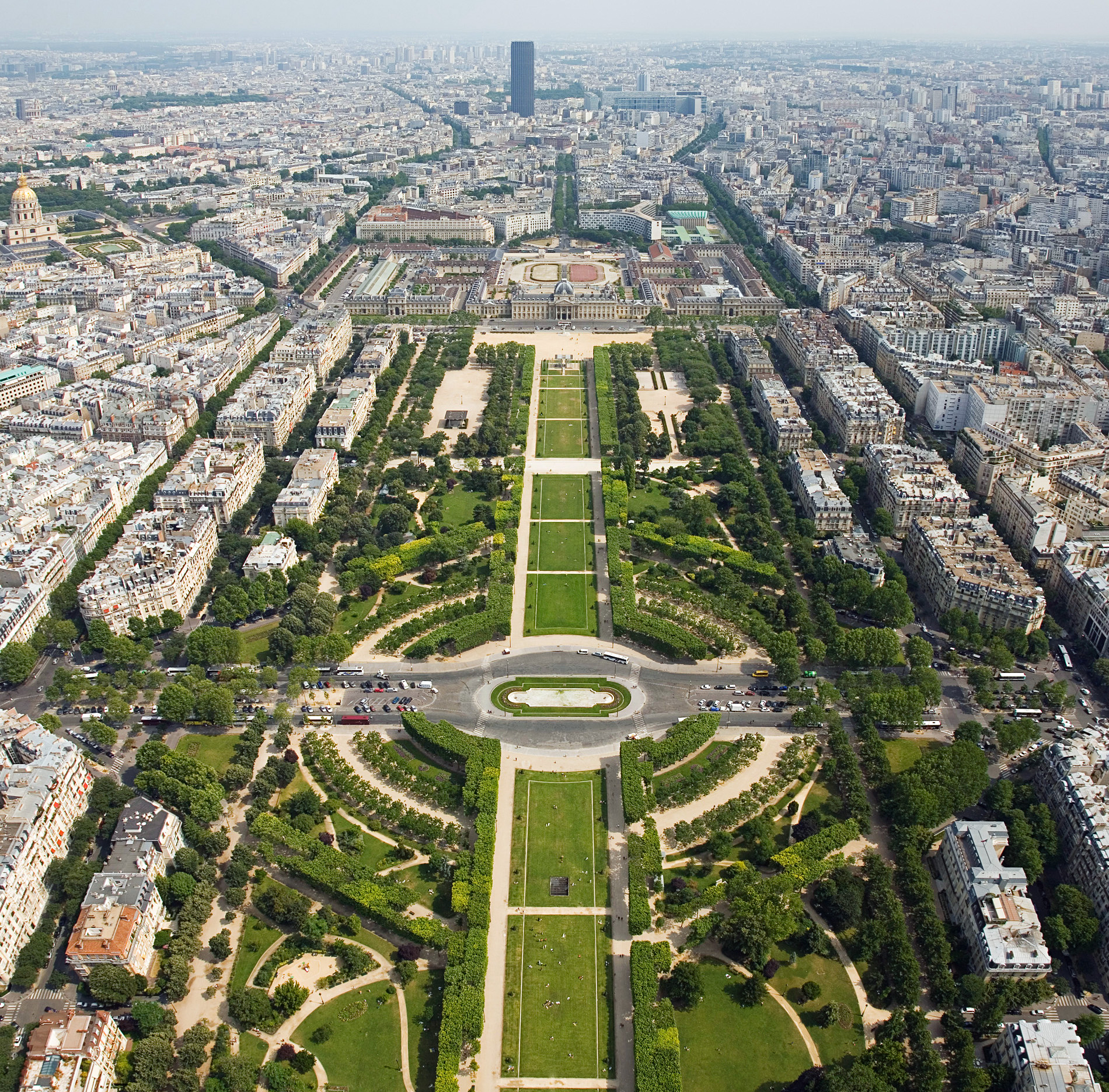
Pole Marsowe, widok współczesny

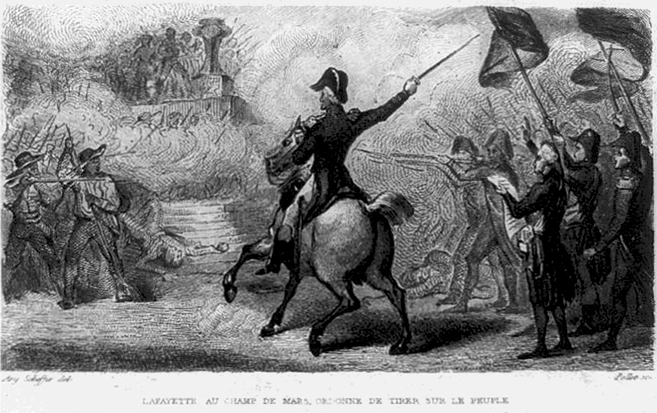
Markiz de Lafayette wydaje rozkaz strzelania do demonstrantów

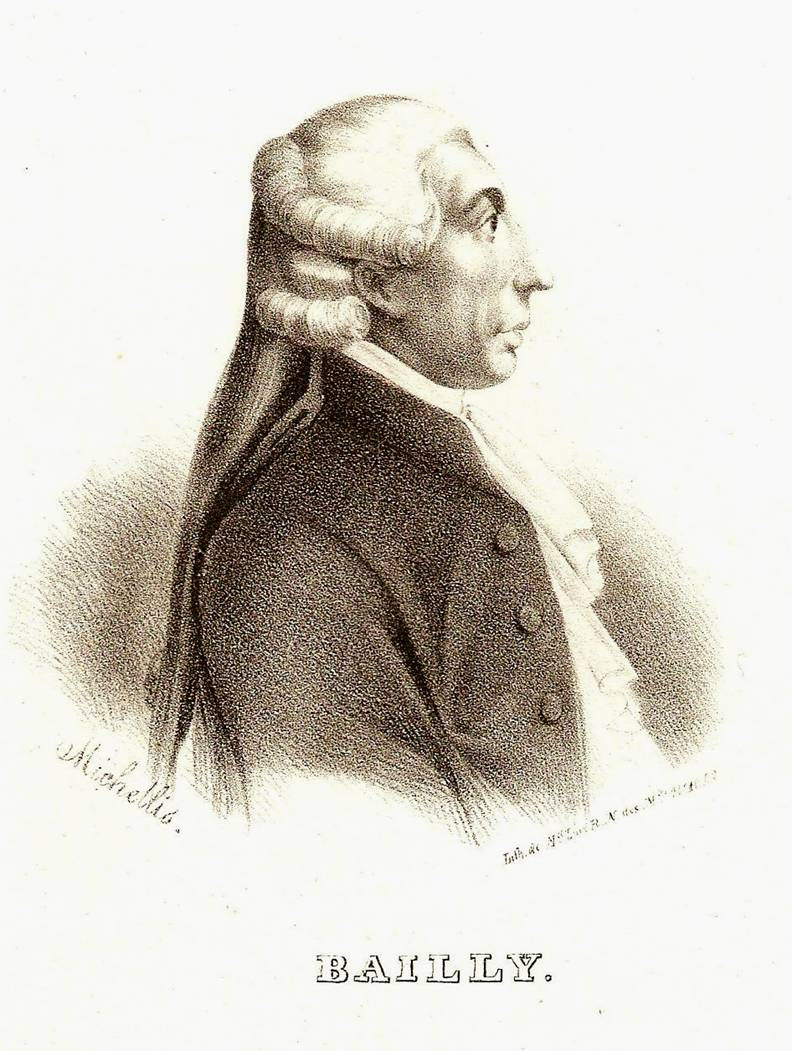
Sylvain Bailly

Masakra na Polu Marsowym – wydarzenie z 17 lipca 1791 w Paryżu związane z nieudaną ucieczką Ludwika XVI z Francji. Tłum przeciwników monarchii, zainspirowany w dużej mierze przez radykalne kluby polityczne, zwłaszcza kordelierów, zebrał się na Polu Marsowym w celu podpisania antyrojalistycznej petycji, gdzie został ostrzelany przez oddziały Gwardii Narodowej, uprzednio obrzucone kamieniami przez zgromadzonych. 

## Przyczyny
Nieudana ucieczka Ludwika XVI z kraju sprawiła, że król stracił resztki zaufania ze strony zaangażowanych w rewolucję mieszkańców Paryża. Chociaż Konstytuanta usiłowała bronić autorytetu monarchy, podtrzymując oficjalnie wersję o próbie jego porwania, sankiuloci i radykalne kluby rewolucyjne coraz bardziej otwarcie głosiły ideę obalenia rządów królewskich. 15 lipca 1791 w klubie kordelierów Choderlos de Laclos wystąpił z projektem petycji wyrażającej sprzeciw wobec postępowania Konstytuanty, która nie tylko formalnie nie uznała ucieczki króla, ale i nie wyciągnęła wobec niego żadnych konsekwencji w związku z takim zachowaniem. Tekst Laclosa de facto oznaczał wypowiedzenie posłuszeństwa władcy, choć nadal w świetle prawa pozostawał on na tronie. Klub kordelierów z entuzjazmem przyjął projekt i zdecydował o jak najszybszym rozpoczęciu zbiórki podpisów. Jakobini byli bardziej sceptyczni, jednak ostatecznie poparli inicjatywę. 

## Przebieg wydarzeń
Już 16 lipca 1791 działacze klubu kordelierów prowadzili intensywną agitację za podpisaniem petycji, która miała być wystawiona publicznie w dniu następnym na Polu Marsowym. W rezultacie 17 lipca tysiące przeciwników króla zebrało się w wyznaczonym miejscu. W tym samym czasie Konstytuanta wystosowała specjalny adres do władz miasta, apelując o dołożenie szczególnych starań o zachowanie porządku i szacunek dla ustaw parlamentarnych. Tymczasem oczekiwane osoby z egzemplarzem petycji nie zjawiały się i tłum postanowił samodzielnie sporządzić nowy tekst. Zapanował ogólny tumult, którego nie było w stanie rozładować pojawienie się oddziału Gwardii Narodowej z Lafayette'em. Ten ostatni, kojarzony z Konstytuantą, został wygwizdany, a żołnierze – obrzuceni kamieniami. Kiedy wiadomość o tym dotarła do ratusza, mer miasta Jean Sylvain Bailly zarządził stan wyjątkowy, co dawało żołnierzom prawo strzelania do tłumu. Mimo tego zebrani na Polu Marsowym odmówili rozejścia się; wówczas padła salwa. Nie ustalono dokładnej liczby zabitych i rannych, szacuje się ją odpowiednio na około 50 i 100 osób.

## Skutki
Masakra podważyła przede wszystkim autorytet i popularność Lafayette'a i Bailly'ego; zwłaszcza ten ostatni był od tej pory kojarzony w świadomości publicznej głównie z odpowiedzialnością za strzały oddane do tłumu i z tego powodu został stracony w listopadzie 1793. Wbrew inicjatorom wprowadzenia stanu wyjątkowego, wydarzenie zwiększyło jeszcze popularność radykalnych klubów i wyrobiło u wielu sankiulotów przekonanie o konieczności zdecydowanego działania wobec bezwzględności przeciwnika. Z kolei wielu aktywistów klubowych, w tym najsłynniejsi Maksymilian Robespierre i Georges Danton, w obawie przed dalszymi represjami wyjechało z Paryża na pewien czas (od kilku tygodni aż do kilku miesięcy) lub ukrywało się.